# Provincia di Uthai Thani
La provincia di Uthai Thani (in thailandese จังหวัดอุทัยธานี, Changwat Uthai Thani) è in Thailandia e fa parte del gruppo regionale della Thailandia del Nord. Si estende per 6.730 km² e a tutto il 2020 aveva 325 868 abitanti. Il capoluogo è il distretto di Mueang Uthai Thani, dove si trova la città principale Uthai Thani.

## Geografia antropica

Mappa degli Amphoe

La provincia è suddivisa in 8 distretti (amphoe). Questi a loro volta sono suddivisi in 70 sottodistretti (tambon) e 642 villaggi (muban).
| 1. Mueang Uthai Thani 2. Thap Than 3. Sawang Arom 4. Nong Chang 5. Nong Khayang 6. Ban Rai 7. Lan Sak 8. Huai Khot |

### Amministrazioni comunali
A tutto il 2020, nessun comune della provincia aveva lo status di città maggiore (thesaban nakhon). L'unico comune che rientrava tra le città minori (thesaban mueang) era Uthai Thani, che aveva 14 247 residenti. Erano inoltre presenti 13 municipalità di sottodistretto (thesaban tambon), tra le più popolose delle quali vi erano Taluk Du (che aveva 11 296 residenti) e Thap Than (8 851). Nell'aprile 2020, le aree che non ricadevano sotto la giurisdizione delle amministrazioni comunali erano governate da un totale di 49 "Organizzazioni per l'amministrazione del sottodistretto" (ongkan borihan suan tambon).